# Ledokombo (Sumber)
Ledokombo is een bestuurslaag in het regentschap Probolinggo van de provincie Oost-Java, Indonesië. Ledokombo telt 2385 inwoners (volkstelling 2010).